# 小塚和季
小塚 和季（こづか かずき、1994年8月2日 - ）は、新潟県見附市出身のプロサッカー選手。Jリーグ・清水エスパルス所属。ポジションはミッドフィールダー（MF）。マネジメント会社はエースポーツクリエイション。
Kリーグ時代の登録名はカズキ（ハングル: 카즈키）。

## 来歴

### プロ入り前
地元のサッカークラブである見附FCのコーチを務めていた父親の影響でサッカーを始める。アルビレックス新潟のJ1昇格を見て「地元で活躍したい」と夢を持った。12歳の頃には「サッカーの強い高校に入り、Jリーグへ行き、日本代表になる」と夢を語っていた。中学時に所属していた長岡JYFCでは、フットサルの全国大会で優勝した経験を持つ。この頃共に選抜チームに選ばれ、後にチームメートとなる川口尚紀を、それ以来ずっとライバル視していた、と後に語っている。帝京長岡高校2年次に北信越プリンスリーグ1部で得点王を獲得。3年次にはU-18日本代表のスロバキア遠征に参加した ほか、第91回全国選手権に出場し、新潟県勢28年ぶりとなるベスト8に進出した。3回戦鹿児島城西高校戦では、遊び心溢れるプレーで3得点に絡み、この試合のマン・オブ・ザ･マッチに選出されている。

### プロ入り後
帝京長岡高校在学中の2012年にアルビレックス新潟から春季キャンプ参加の招待を受け、同年4月に特別指定選手へ登録。背番号34を与えられた。早い段階から周囲の評価は高く、大井健太郎、三門雄大は小塚を「天才」と呼び、内田潤は「新潟から出してはいけない」と語っていた という。同年11月に翌年入団の仮契約を結び、2013年より正式に新潟へ入団した。加入後は主にボランチを務めていたが、「最初は何をしても上手く行かなかった」と1年目は公式戦出場無しとプロの壁に当たった。
2年目の2014年7月にJFL（当時）所属のレノファ山口FCへ期限付き移籍。左サイドハーフやフォワードなど攻撃的なポジションを多くこなし、山口のJ3リーグ参入に貢献。翌2015シーズンも山口への期限付き移籍期間を延長したが、監督の上野展裕の指示でこの年はボランチへコンバート。出場停止の3試合を除く33試合に出場を果たすなど、中心選手として攻撃を牽引し山口のJ3優勝・J2昇格に貢献した。
「本来自分の持っている感覚を取り戻せた」と自信を持って2016年、新潟に復帰をしたが 、同年はリーグ戦6試合・カップ戦5試合の出場に留まった。出場機会を求め、2017年シーズンに山口へ再度期限付き移籍。シーズン途中で監督が上野からカルロス・マジョールへ交代するなど難しいシーズンを送ったが、チームの攻撃のキーマンとして39試合に出場。チーム最多の8得点を挙げた他、6アシストを記録するなどオフェンス面でハイパフォーマンスを発揮した。12月にはドイツ2部のフォルトゥナ・デュッセルドルフの練習に5日間参加した。
2017年シーズンを以て新潟を退団し（山口への期限付き移籍も満了）、2018年はヴァンフォーレ甲府に完全移籍。シーズン開始時は吉田達磨、途中からは上野展裕 と共にかつて指導を受けた指揮官の元で、ベテラン頼みの体質が改善されたチームの中心の一人としてプレーをした。
2019年、J1に昇格した大分トリニータに完全移籍。開幕からスタメンの座を勝ち取ると、リーグ戦33試合に出場。主に3-4-2-1システムの2シャドーの一角として、藤本憲明・オナイウ阿道らFW陣を活かす中継点として役目を果たした。同年オフには浦和レッズから獲得オファーを受けたと報道されたが、大分に残留した。
2020年も主力の一角として期待されたが、監督の起用方法と自身のコンディション不良が重なり、出場機会を減らし、リーグ戦8試合の出場に留まった。
2021年、川崎フロンターレに完全移籍。シーズン序盤は出番は無かったものの、4月14日のアビスパ福岡戦で初出場。ACLの北京FC戦にて初ゴールを記録。しかし自身でも課題と上げている守備の部分の不安定さもあり、定位置の確保とはならなかった。リーグ戦5試合の出場でプレー時間も72分に留まった。
2022年、前年からの課題であった守備面の改善が見られてきた事により、ベンチ入りや出場機会が増えていった。しかし5月21日のサガン鳥栖戦で先発した試合でハーフタイムで退くと、出場機会が激減。度々ベンチ入りするものの出場機会は訪れず、次に出場したのは10月8日の清水エスパルス戦であった。2022シーズンも定位置確保とはならなかったが、昨シーズンから出場試合と時間を伸ばし、リーグ戦12試合の出場でプレー時間は276分の出場となった。
2023年、背番号を17番から49番に変更した。
2023年7月6日、水原三星ブルーウィングスへの完全移籍が発表された。水原三星ブルーウィングスでは16試合1ゴール2アシストを記録するもチームは史上初のKリーグ2降格となってしまった。2024年シーズン前半も引き続き水原三星でプレーし、11試合に出場して2アシストを記録したが、6月21日、ピーター・マクリロスとの交換トレードの形でソウルイーランドFCに完全移籍。2024年シーズン後半戦は19試合に出場して1ゴール3アシストを記録。イーランドはリーグ戦を3位で終えて昇格プレーオフに進み準決勝で全南ドラゴンズを下してKリーグ1クラブとの入れ替え戦となる決勝に進んだが、決勝で全北現代モータース相手に敗れて昇格を逃した。なお、小塚は昇格プレーオフ準決勝には出場したものの、ホームアンドアウェーで行われる決勝では2戦ともベンチ外であった。
2024年12月30日、清水エスパルスに移籍。

## プレースタイル
- 2015年に山口でダブルボランチとしてペアを組んだ庄司悦大からは「相手の逆を突くのがうまいし、それでいて味方へのパスは受けやすいところに出す」とパサーとしての技術の高さを評価する一方で「プレーにちょっと波がある。その波さえなくなれば、相当なレベルの選手になるだろう」とも指摘している[31]。

- 一方で、ヘディングは得意ではなく、川口尚紀とのインタビューで川口のクロスから決めたいと話した際に川口に「ないじゃん」と冗談混じりに返されていた[32]。しかし、2019年の第10節・サガン鳥栖戦ではJ1初得点をヘディングで記録した[33]。

## 人物・エピソード
- 「数字と言えば14番。ロッカーとかでもいつも見てしまいます」と語るなど、14番を好きな背番号と公言している[34]。
- 実弟はヴィアティン三重所属の小塚祐基[35]。

## 所属クラブ
- 見附ジュニアFC
- 2001年 - 2007年 見附FC U-12
- 2007年 - 2009年 長岡JYFC
- 2010年 - 2012年 帝京長岡高等学校
  - 2012年 アルビレックス新潟 (特別指定選手)
- 2013年 - 2017年  アルビレックス新潟
  - 2014年7月 - 2015年  レノファ山口FC (期限付き移籍)
  - 2017年  レノファ山口FC (期限付き移籍)
- 2018年  ヴァンフォーレ甲府
- 2019年 - 2020年  大分トリニータ
- 2021年 - 2023年7月  川崎フロンターレ
- 2023年7月 - 2024年6月  水原三星ブルーウィングス
- 2024年6月 - 同年12月  ソウルイーランドFC
- 2025年 -  清水エスパルス

## 個人成績
| 国内大会個人成績 | 国内大会個人成績 | 国内大会個人成績 | 国内大会個人成績 | 国内大会個人成績 | 国内大会個人成績 | 国内大会個人成績 | 国内大会個人成績 | 国内大会個人成績 | 国内大会個人成績 | 国内大会個人成績 | 国内大会個人成績 |
| 年度             | クラブ           | 背番号           | リーグ           | リーグ戦         | リーグ戦         | リーグ杯         | リーグ杯         | オープン杯       | オープン杯       | 期間通算         | 期間通算         |
| 年度             | クラブ           | 背番号           | リーグ           | 出場             | 得点             | 出場             | 得点             | 出場             | 得点             | 出場             | 得点             |
| 日本             | 日本             | 日本             | 日本             | リーグ戦         | リーグ戦         | リーグ杯         | リーグ杯         | 天皇杯           | 天皇杯           | 期間通算         | 期間通算         |
| ---------------- | ---------------- | ---------------- | ---------------- | ---------------- | ---------------- | ---------------- | ---------------- | ---------------- | ---------------- | ---------------- | ---------------- |
| 2013             | 新潟             | 14               | J1               | 0                | 0                | 0                | 0                | 0                | 0                | 0                | 0                |
| 2014             | 新潟             | 14               | J1               | 2                | 0                | 1                | 0                | -                | -                | 3                | 0                |
| 2014             | 山口             | 14               | JFL              | 13               | 2                | -                | -                | -                | -                | 13               | 2                |
| 2015             | 山口             | 14               | J3               | 33               | 6                | -                | -                | 0                | 0                | 33               | 6                |
| 2016             | 新潟             | 41               | J1               | 6                | 0                | 5                | 1                | 2                | 0                | 13               | 1                |
| 2017             | 山口             | 40               | J2               | 39               | 8                | -                | -                | 0                | 0                | 39               | 8                |
| 2018             | 甲府             | 19               | J2               | 31               | 6                | 3                | 2                | 0                | 0                | 34               | 8                |
| 2019             | 大分             | 14               | J1               | 33               | 1                | 1                | 0                | 2                | 0                | 36               | 1                |
| 2020             | 大分             | 14               | J1               | 8                | 1                | 2                | 1                | -                | -                | 10               | 2                |
| 2021             | 川崎             | 17               | J1               | 5                | 0                | 1                | 0                | 3                | 0                | 9                | 0                |
| 2022             | 川崎             | 17               | J1               | 12               | 0                | 0                | 0                | 2                | 1                | 14               | 1                |
| 2023             | 川崎             | 49               | J1               | 5                | 0                | 4                | 0                | 1                | 0                | 10               | 0                |
| 韓国             | 韓国             | 韓国             | 韓国             | リーグ戦         | リーグ戦         | リーグ杯         | リーグ杯         | FA杯             | FA杯             | 期間通算         | 期間通算         |
| 2023             | 水原             | 81               | K1               | 16               | 1                | -                | -                | -                | -                | 16               | 1                |
| 2024             | 水原             |                  | K2               | 11               | 0                | -                | -                | 2                | 0                | 13               | 0                |
| 2024             | イーランド       |                  | K2               | 19               | 1                | -                | -                | -                | -                | 19               | 1                |
| 日本             | 日本             | 日本             | 日本             | リーグ戦         | リーグ戦         | リーグ杯         | リーグ杯         | 天皇杯           | 天皇杯           | 期間通算         | 期間通算         |
| 2025             | 清水             | 8                | J1               |                  |                  |                  |                  |                  |                  |                  |                  |
| 通算             | 日本             | 日本             | J1               | 71               | 2                | 14               | 2                | 10               | 1                | 95               | 5                |
| 通算             | 日本             | 日本             | J2               | 70               | 14               | 3                | 2                | 0                | 0                | 73               | 16               |
| 通算             | 日本             | 日本             | J3               | 33               | 6                | -                | -                | 0                | 0                | 33               | 6                |
| 通算             | 日本             | 日本             | JFL              | 13               | 2                | -                | -                | -                | -                | 13               | 2                |
| 通算             | 韓国             | 韓国             | K1               | 16               | 1                | -                | -                | -                | -                | 16               | 1                |
| 通算             | 韓国             | 韓国             | K2               | 30               | 1                | -                | -                | 2                | 0                | 32               | 1                |
| 総通算           | 総通算           | 総通算           | 総通算           | 233              | 26               | 17               | 4                | 12               | 1                | 262              | 31               |

- 2012年 特別指定選手としての公式戦出場は無し（背番号34）

その他の公式戦
| 2014   | J-22   | -      | J3     | 1 | 0 | 1 | 0 |
| 通算   | 日本   | 日本   | J3     | 1 | 0 | 1 | 0 |
| 総通算 | 総通算 | 総通算 | 総通算 | 1 | 0 | 1 | 0 |

| 国際大会個人成績 | 国際大会個人成績 | 国際大会個人成績 | 国際大会個人成績 | 国際大会個人成績 |
| 年度             | クラブ           | 背番号           | 出場             | 得点             |
| AFC              | AFC              | AFC              | ACL              | ACL              |
| ---------------- | ---------------- | ---------------- | ---------------- | ---------------- |
| 2021             | 川崎             | 17               | 3                | 1                |
| 2022             | 川崎             | 17               | 3                | 0                |
| 通算             | AFC              | AFC              | 6                | 1                |

- 2024年
  - K1昇格プレーオフ　1試合0得点

- Jリーグ初出場 - 2014年4月26日 J1 第9節 徳島ヴォルティス戦（鳴門・大塚スポーツパークポカリスエットスタジアム）[36]
- Jリーグ初得点 - 2015年3月21日 J3 第2節 Jリーグ・アンダー22選抜戦（維新百年記念公園陸上競技場）[37]

## タイトル

### クラブ
レノファ山口FC
- J3リーグ：1回（2015年）

川崎フロンターレ
- J1リーグ：1回（2021年）

### 個人
- プリンスリーグ北信越1部 得点王：1回（2011年）

## 代表歴
- U-18日本代表
  - スロバキア遠征（2012年）
- U-23日本代表候補（2016年）